# Westliche Petermannkette
Die Westliche Petermannkette ist ein bis zu 2847 m hoher Gebirgszug im ostantarktischen Königin-Maud-Land. Sie ragt über eine Länge von 26 km in nordsüdlicher Ausrichtung von der Felsinsel bis zum Aurdalen im Wohlthatmassiv auf.
Entdeckt und benannt wurden sie bei der Deutschen Antarktischen Expedition 1938/39 unter der Leitung des Polarforschers Alfred Ritscher. Namensgeber ist der deutsche Kartograph und Geograph August Petermann (1822–1878).